# Karl Anton Gutknecht

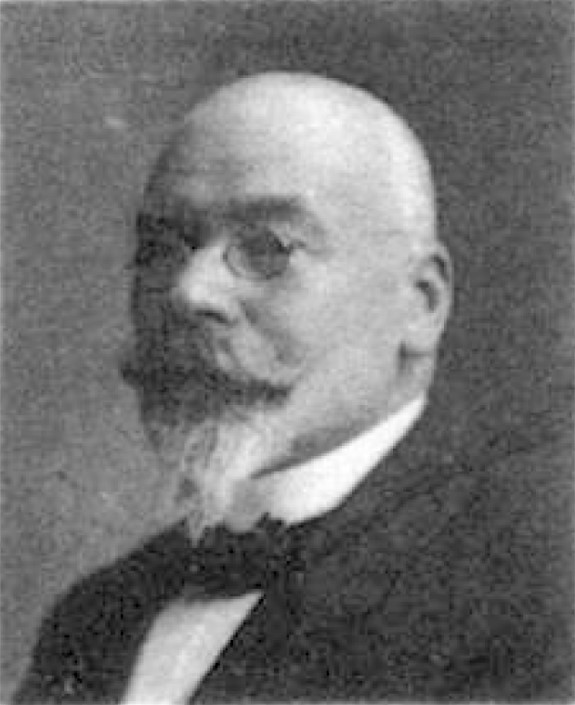
Karl Anton Gutknecht

Karl Anton Gutknecht (* 21. Februar 1859 in Mühlheim an der Donau; † 23. April 1928 in Hamburg) war ein deutscher Politiker (DNVP).

## Leben und Wirken
Nach dem Besuch der Bürger- und Lateinschule in Scheer absolvierte Gutknecht zunächst eine Klempnerlehre. Später bildete er sich zum Ingenieur weiter. In diesem Zusammenhang besuchte er unter anderem einen Zeichen- und Elektrotechnikkurs am Technikum in Scheer. 1878 ließ er sich in Hamburg nieder. Von 1879 bis 1881 gehörte er dem Infanterie-Regiment „Kaiser Wilhelm, König von Preußen“ (2. Württembergisches) Nr. 120 in Weingarten an. 1884 gründete Gutknecht sein eigenes Geschäft, eine Fabrik für elektrische Anlagen, die sich insbesondere auf die Herstellung von Rohrpostanlagen spezialisierte. Von 1898 bis 1918 gehörte Gutknecht der Hamburger Bürgerschaft an, wo er zur Fraktion der Linken zählte. Daneben war er Obermeister der Innung der Klempner zu Hamburg, Vorsitzender der Vereinigung selbständiger Klempner und verschiedener Gewerbe zu Hamburg, Altona und Wandsbek, Vorsitzender der Hilfskasse für Gewerbetreibende und der Darlehenskasse der Gewerbekammer und der Baupflegekommission der Gewerbekammer.
Nach dem Ersten Weltkrieg trat Gutknecht in die Deutschnationale Volkspartei (DNVP) ein. Für diese gehörte er von 1919 bis 1921 erneut der Hamburger Bürgerschaft an. Bei der Reichstagswahl vom Juni 1920 wurde Gutknecht als Kandidat der DNVP für den Wahlkreis 15 (Hamburg) in den ersten Reichstag der Weimarer Republik gewählt, dem er bis zu den Wahlen vom Mai 1924 angehörte.

## Schriften
- Vortrag über die Bekanntmachung des stellvertretenden Generalkommandos, betreffend Beschlagnahme, Enteignung und Meldepflicht von Einrichtungsgegenständen beziehungsweise freiwillige Ablieferung auch von andern Gegenständen aus Kupfer, Kupferlegierung, Nickel, Nickellegierung, Aluminium und Zinn vom 26. März 1918, s. l. 1918.